# دمیرچی‌لر (ترتر)
دمیرچی‌لر (ترکی آذربایجانی: Dəmirçilər) یک منطقهٔ مسکونی در جمهوری آرتساخ است که در استان مارتاکرت واقع شده‌است. دمیرچی‌لر ۱۰۷۸ نفر جمعیت دارد.